# Phú Hiệp, Phú Tân (An Giang)
Phú Hiệp là một xã cũ thuộc huyện Phú Tân, tỉnh An Giang, Việt Nam.

## Địa lý
Xã Phú Hiệp nằm ở phía tây bắc huyện Phú Tân, có vị trí địa lý:
- Phía đông giáp các xã Phú Long và Hòa Lạc
- Phía tây và phía bắc giáp thị xã Tân Châu
- Phía nam giáp huyện Châu Phú và thành phố Châu Đốc qua sông Hậu.

Xã có diện tích 15,88 km², dân số năm 2019 là 5.294 người, mật độ dân số đạt 333 người/km².

## Hành chính
Xã Phú Hiệp được chia thành 3 ấp: Hòa Hiệp, Hòa Lợi, Hòa Phát.

## Lịch sử
Dưới thời Việt Nam Cộng hòa, địa bàn xã Phú Hiệp ngày nay là xã Châu Giang thuộc quận Châu Phú, tỉnh Châu Đốc.
Sau năm 1975, xã Châu Giang thuộc huyện Phú Tân, tỉnh An Giang.
Ngày 23 tháng 8 năm 1980, Hội đồng Chính phủ ban hành Quyết định 125-CP. Theo đó, đổi tên xã Châu Giang thành xã Phú Hiệp.
Ngày 24 tháng 8 năm 2009, Chính phủ ban hành Nghị quyết số 40/NQ-CP. Theo đó:
- Điều chỉnh 182 ha diện tích tự nhiên và 152 người của xã Lê Chánh, huyện Tân Châu về xã Phú Hiệp quản lý
- Điều chỉnh 364 ha diện tích tự nhiên và 9.072 người của xã Phú Hiệp về xã Châu Phong, huyện Tân Châu quản lý.

Sau khi điều chỉnh địa giới hành chính, xã Phú Hiệp còn lại 1.673 ha diện tích tự nhiên và 5.729 người.